# Psah Chas

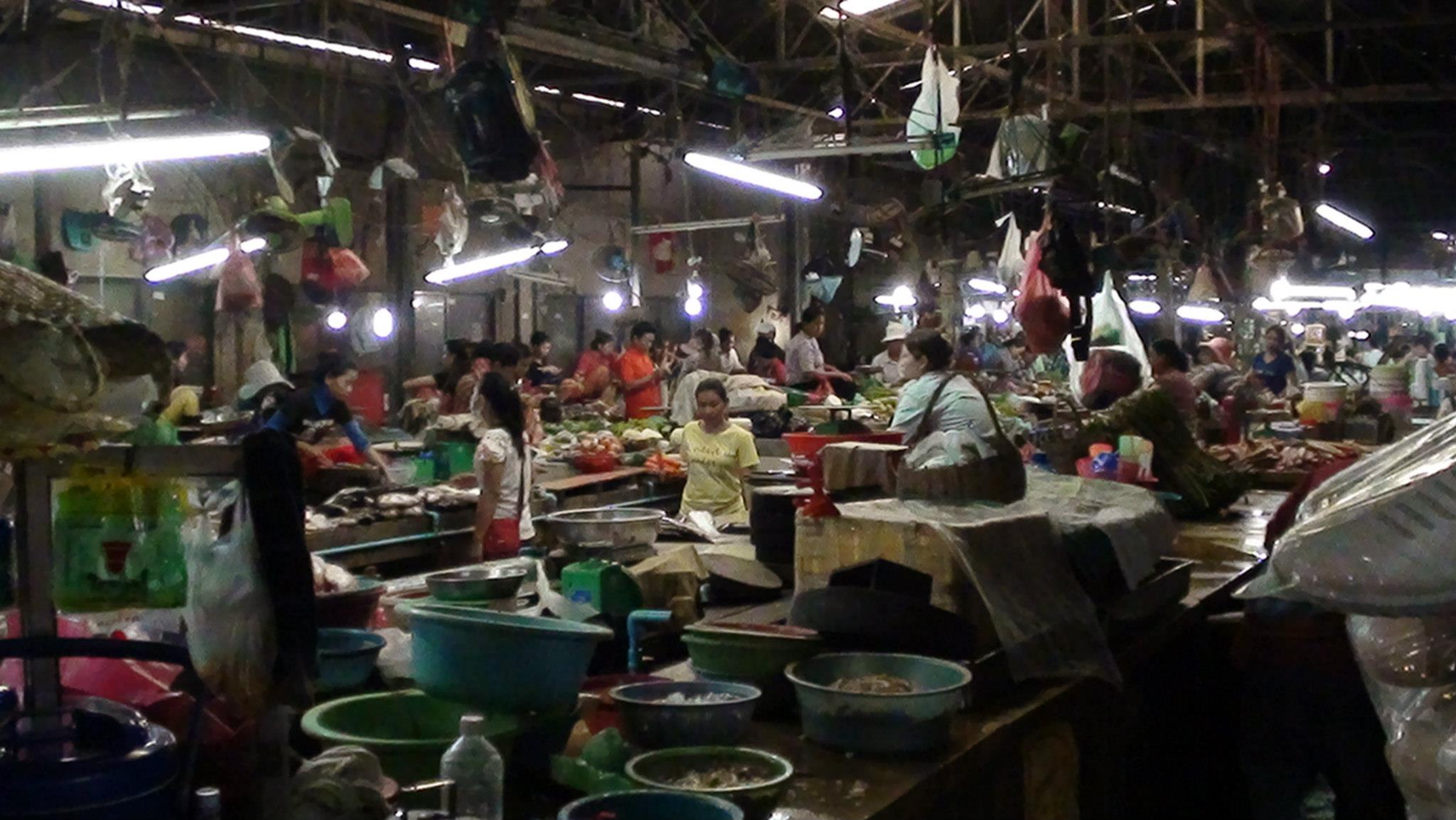
Chợ Cũ ở Siem Reap

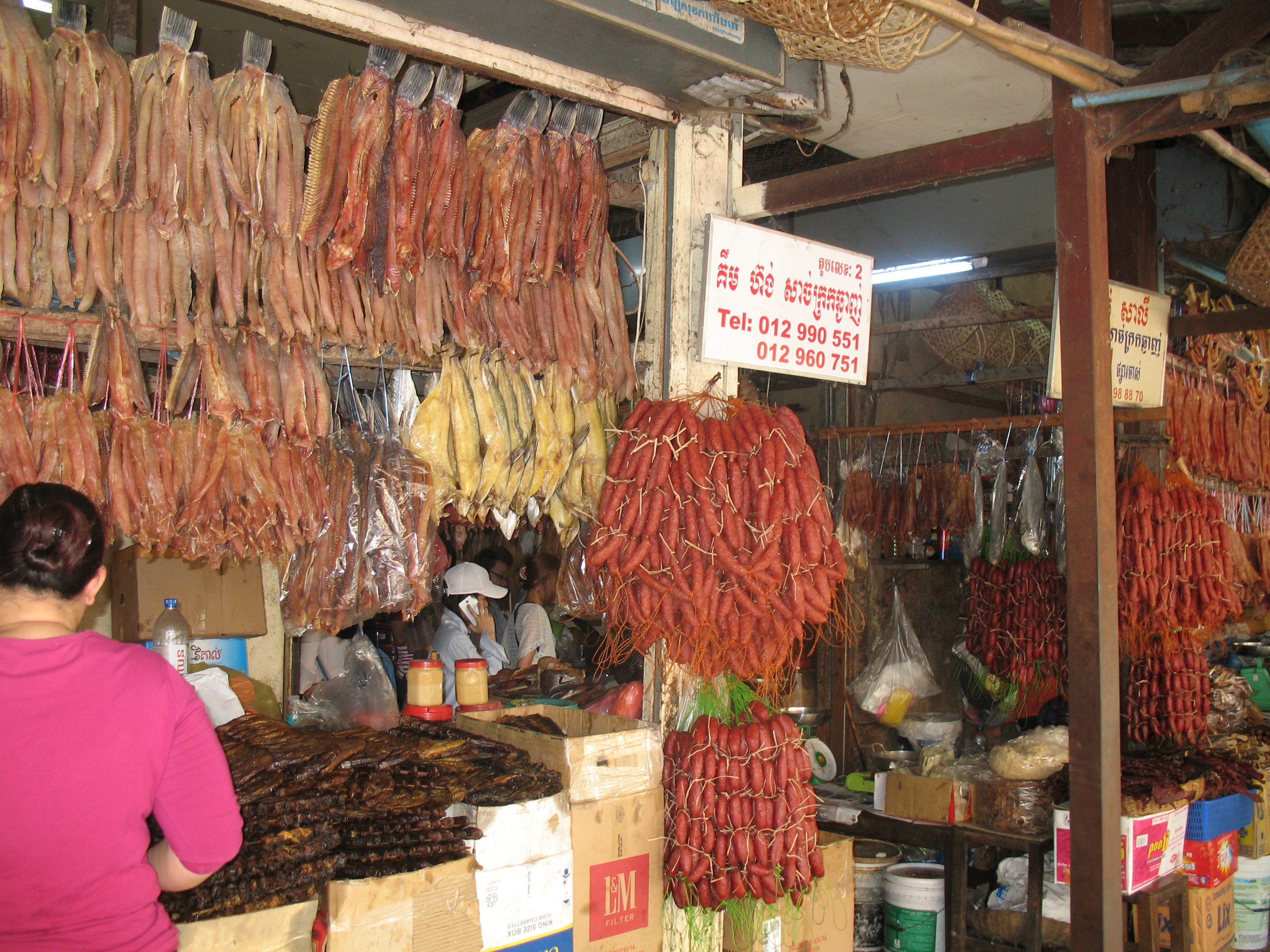
Cá khô và xúc xích heo bán ở Chợ Cũ

Psah Chas (tiếng Khmer: ផ្សារចាស់, nghĩa đen là "Chợ Cũ"), cũng thường được đánh vần thành Phsar Chas, Psar Chas hoặc Psar Chaa, là một khu chợ ở thành phố Siem Reap miền bắc Campuchia. Đừng nhầm với Psah Chas có tên tương tự ở thủ đô Phnôm Pênh hướng đến người dân địa phương, khu chợ ở phía nam thành phố này phục vụ cho cả người dân địa phương và khách du lịch. Chợ này là một nơi cố định ở Siem Reap đến nỗi nhiều doanh nghiệp cung cấp địa chỉ của họ đều liên quan đến Psah Chas. Từ tiếng Khmer "psah" (phát âm tiếng Khmer: [psaː], "chợ")) có nguồn gốc từ chữ "pasar" ("chợ"), hoặc là từ tiếng Mã Lai hoặc tiếng Chăm, cả hai đều bắt nguồn từ "bazar" trong tiếng Ba Tư.
Chợ nổi tiếng với khách du lịch trong thành phố và bán đồ lưu niệm, bao gồm áo phông, đồ bạc, lụa, đồ chạm khắc gỗ và đá, tượng Phật, và các mặt hàng khác. Chợ còn nổi danh với nhiều món ăn Campuchia, và có một số quầy thực phẩm bán nhiều loại thịt, cá khô và xúc xích lợn, rau và trái cây, và đặc sản Campuchia là Prahok, một loại patê cá lên men. Một số quầy hàng bán bánh mì baguette và ếch tẩm gia vị, được cho là di tích thời Pháp thuộc trong khu vực. Các quầy khác nấu nhiều món súp Khmer khác nhau cùng ớt đỏ và đậu phộng.